# Ваша Християнська Величність

Французька геральдична корона

Ваша Християнська Величність  (лат. Rex Christianissimus, фр. Roi Très-chrétien)' — почесний титул французьких королів.

## Історія
Легенди говорять про те, що титул "Дуже-християнського короля" Папа Римський надав меровінгам у V столітті - він мав відрізняти католицького володаря від інших аріанських галльських правителів. Аріанство в той час було дуже поширене в усій Західній і Південній Європі. Проте історично доведеним є лише той факт, що Папи надали цей титул французьким королям тільки з другої половини XII століття - на знак вдячності за підтримку, яку французькі королі виявляли папству в боротьбі проти імператорів.
Надання Папою Римським цього титулу пов'язують з гарними відносинами між Католицькою Церквою та франками. Франція була першою сучасною державою, визнаною Святим Престолом, і була відома як «старша дочка Церкви». Хлодвіга, короля франків, папство називало захисником римських інтересів.
Першим відомим титулом французьких королів з бл. 987 р. є: "By the Grace of God, King of the Franks" або "Francorum Rex". 
Латинський термін був офіційним титулом «короля франків» після становлення династії Каролінгів. Він використовувався в офіційних документах, поки французька мова не замінила латинську мову як формальну мову юридичних документів, і залишалася вживаним на монетах до 18 століття. Однак з самого початку 12 століття також використовувалася форма Franciae Rex ("король Франції").
З 15 століття титул Християнського короля став спадковим титулом, зарезервованим для французьких королів (By the Grace of God, Most Christian King of France, Duke of Brittany; Count of Provence, Forcalquier and the lands adjacent; Dauphin of Viennois, Count of Valentinois and of Diois).
Цей титул найчастіше використовувався французьким королям, хоча в деяких випадках королі інших держав також застосовували цей титул. 
Він вже широко використовувався під час правління Карла VI; при його сині Карлі VII він був визнаний спадковим, а також ексклюзивним титулом королів Франції.
Папа Римський Юлій II, між 1510 та 1513 роками, як союзник короля Англії Генріха VIII у протистоянні проти короля Людовіка XII, розглядав можливість передачі титулу від французького до англійського монарха, складаючи для цього папський бреве; однак він так і не була виданий. Таким чином, французькі королі продовжили використовувати титул, зокрема, в дипломатичних документах, рідше у самій Франції чи у повсякденному мовленні.
З 15 до 18 століття він використовували дуже широко, в різних варіантах, з'являючись у багатьох французьких та закордонних документах.
Жодні почесні обов'язки чи привілеї стосовно католицької церкви чи інших монархів додатково не були пов'язані з титулом Християнського короля.
Після французькою революції та прийняття Конституції, у рамках реформи монарх перестав бути абсолютним правителем спадкових земель; натомість він став конституційним правителем, правлячи з волі французького народу та на користь французького народу. Указом від 12 жовтня 1789 р. титул короля було змінено з "Милості Божої, короля Франції та Навари" на "Благодаттю Божою та конституційним законом держави, король французький" (Par la grâce de Dieu et par la loi constitutionnelle de l'État, Roi des Français).
Після скасування Орлеанської конституційної монархії (так звана «липнева монархія») в 1848 році, спадкоємці Луї-Філіпа продовжують претендувати на його титул та спадщину.
На початку ХХІ ст. у Франції існують три основні рухи монархістів, які претендують на французький трон:
- Легітимісти титулують претендента на корону: "Найвеличніший, найпотужніший і найвидатніший принц X, благодаттю Божою, король Франції та Навари, Найбільш Християнська Величність" (Très haut, très puissant et très excellent Prince, X, par la grâce de Dieu, Roi de France et de Navarre, Roi Très-chrétien).
- Орлеаністи: "X, благодаттю Божою та конституційним законом держави, короля французів." (X, par la grâce de Dieu et par la loi constitutionnelle de l'État, Roi des Français).
- Бонапартисти: "X, Благодаттю Божою та Конституцією Республіки, імператор французів." (X, par la grâce de Dieu et les Constitutions de la République, Empereur des Français).